# 鹿子百合
艷紅鹿子百合（学名：Lilium speciosum），又名艷紅鹿仔百合、美丽百合、药百合、艳红百合、洋红百合、七夕百合、土用百合、鹿子百合，为百合科百合属的植物，种加词speciosum意为“美丽的”，分布于日本的九州和四國、台湾和中国大陆南部，由於其花朵布满艳丽的斑点，犹如鹿纹而得名。台湾分布有布满红艳斑点的变种艳红鹿子百合（Lilium speciousm var. gloriosoides），是台湾的特有种，也是台湾國立自然科學博物館的馆花，被誉为“东亚最美丽的百合花”。
鳞茎有滋养、强壮身体、利尿、止咳、解热、消炎的功能。鹿子百合在日本的花语是庄严、慈悲深情。

## 生長
生長在臺灣北部的低海拔山區，在岩石充斥、顯露、面向陽光的山坡地帶成長。

## 特征

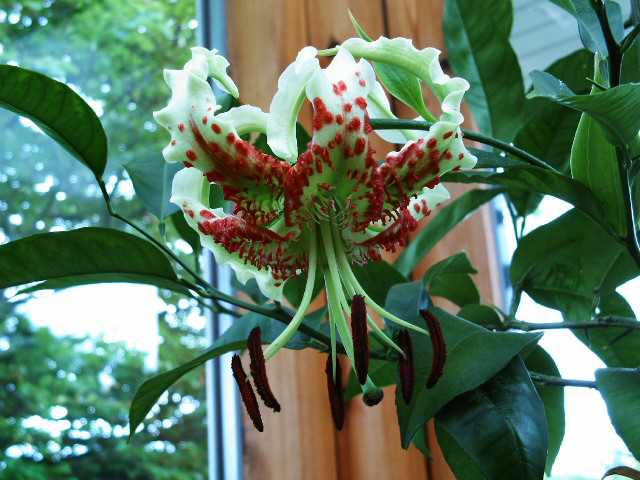
艳红鹿子百合

株高60－180厘米，株幅可达25厘米。鳞茎为球形，直径达6厘米，表面覆盖白色倒披针形鳞片，长2厘米，宽1.2厘米。茎光滑，直立挺拔。葉寬披針形，上拱，具柄，长7－18厘米，宽1－5厘米，分散分布在茎上，叶脉3－5条，叶缘具乳突，基部具叶鞘，有乳头状突起。花期7－9月，一株1－5朵钟形花，人工栽培栽培情况下可达到15花，花下垂，圆锥花序，非常芬芳，花被由6片反卷程度很大的被片组成，其中3片是花瓣，3片是萼片，外形很相似，被片长6－8厘米，宽2厘米。
鹿子百合的花色很丰富，底色有从白至深粉红色的不同深浅的颜色，且具暗紫色斑点和乳突。花药和花粉为紫褐色，花丝绿色，雄蕊分散排列。每朵花的直径为10－15厘米。种子成熟期为10－11月，翌年温暖季节会发芽。染色体数2n=24。

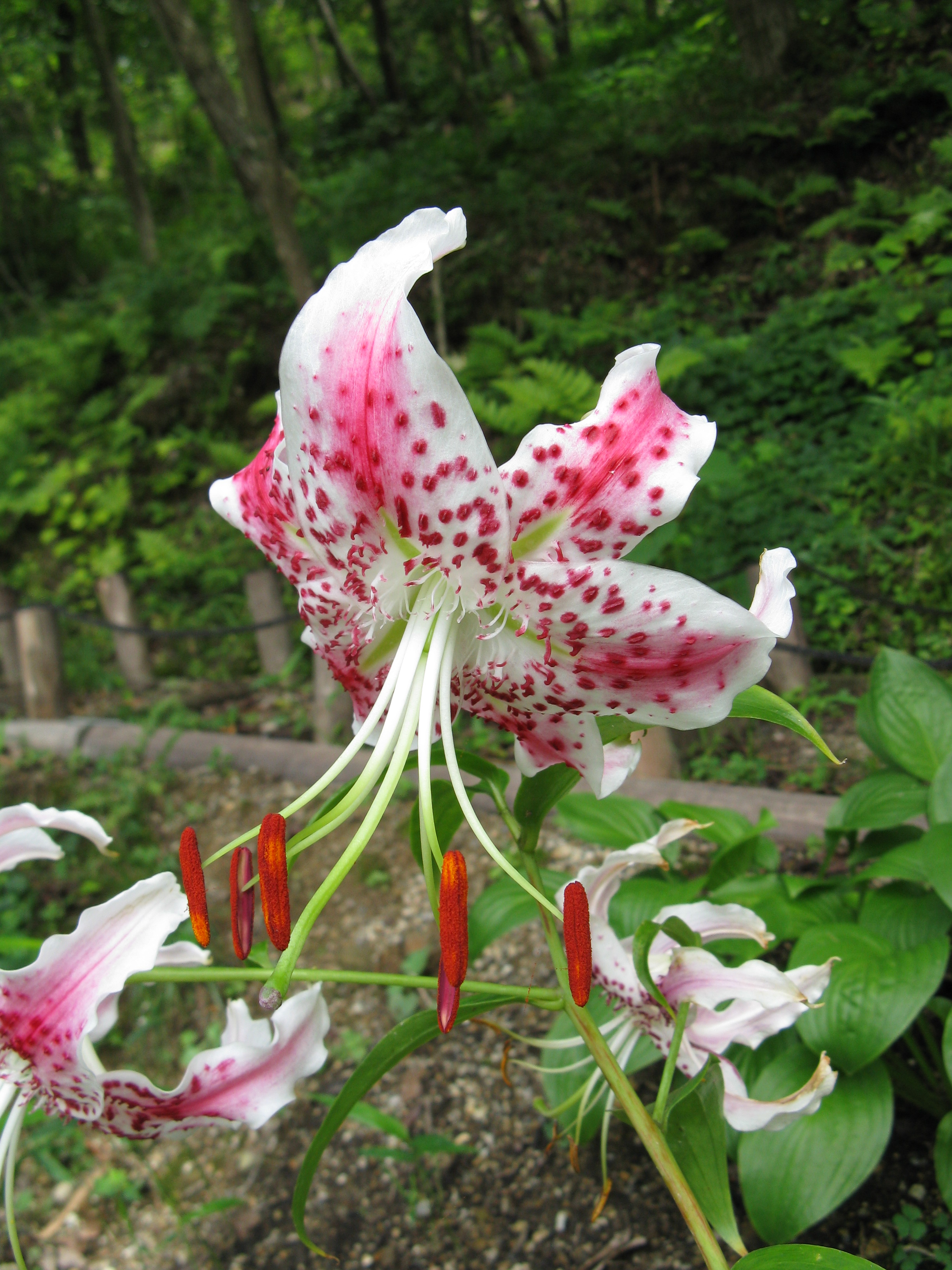
日本鹿子百合
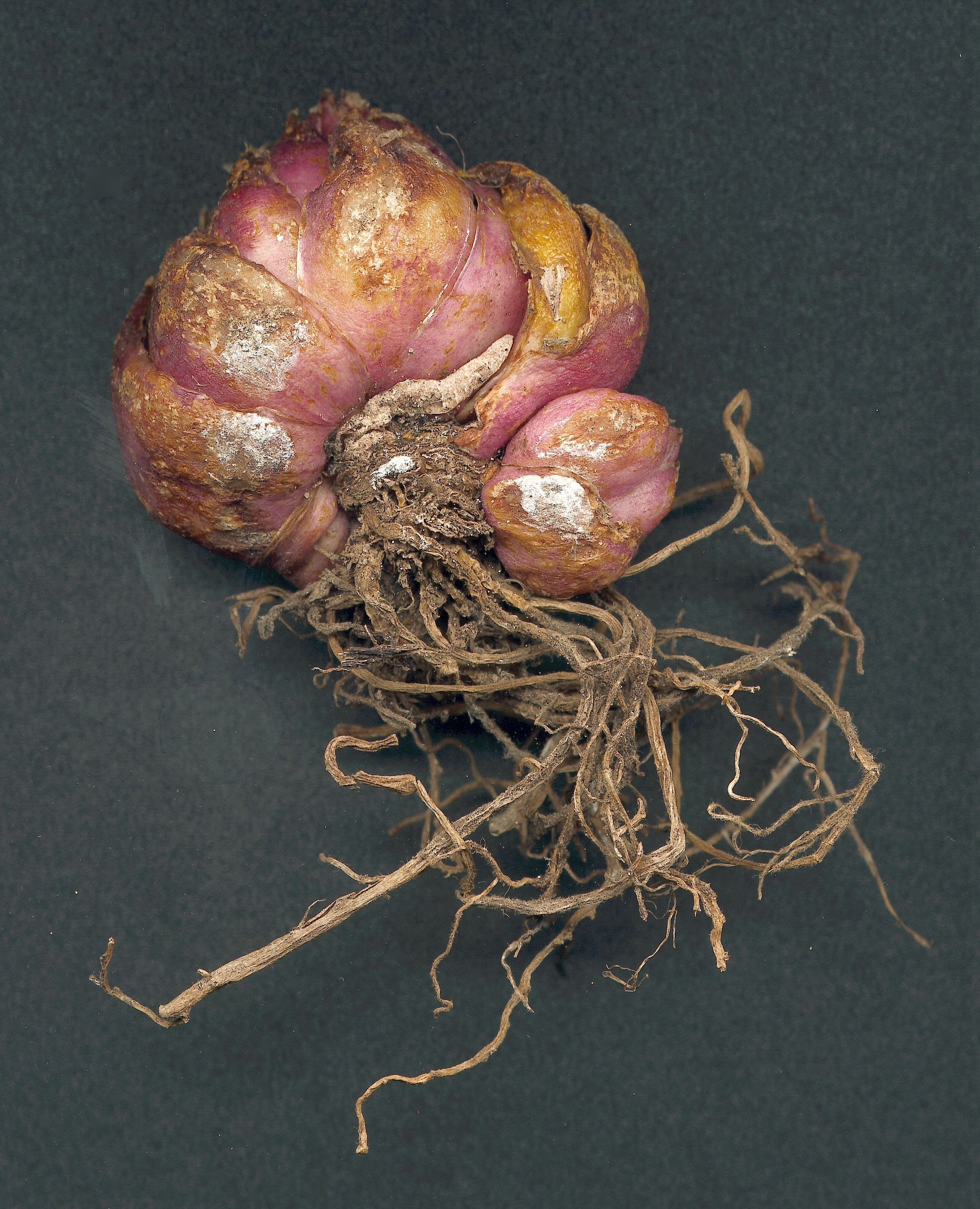
紫红花鹿子百合的鳞茎

## 栽培
鹿子百合需半阴，喜湿润土壤，最佳生存环境是湿润草甸或林缘湿润地区，但过於湿润的环境也不适合其生存。鳞茎在冻土中的最低生存温度可低达−5℃。鳞茎应埋入土壤下25－30厘米，而在寒温带地区，秋初至中秋是移植鳞茎的最佳时间，而在较为温暖的地区也可以於秋末移植鳞茎。在早春时要防止植物被兔子和蛞蝓损害，因为如果根尖被啃食，鳞茎就会失去活性，不能继续生长。

## 变种
- 鹿子百合 L. speciosum var. speciosum：原变种。
- 绿斑白鹿子百合 L. speciosum var. album：花白色，基部带有斑驳的绿斑。
- L. speciosum var. album novum：形同白鹿子百合，但花更大。
- 艳红鹿子百合（药百合） L. speciosum var. gloriosoides：花被狭，基部有斑驳的红艳斑点，是台湾岛和中国大陆南部的特有种。变种加词gloriosoides意为“灿烂的、壮丽的”。
- 绿脉白鹿子百合 L. speciosum var. kraetzeri：花朵纯白，具绿色带形中脉。
- L. speciosum var. rubrum：深紫色花朵，常用於育种。
- 日本鹿子百合 L. speciosum var. clivorum：花比上者小，颜色也比上者淡。

## 用途
鳞茎可食用，富含淀粉，味道似马铃薯。鹿子百合非常受欢迎，人们对其的育种研究很频繁，因此在很多花园中都有鹿子百合的栽培种。人们曾将鹿子百合与山百合杂交，培育出一些名贵的品种，如“Imperial”系列，日本人於1964年从鹿子百合选育出“Uchida”深粉红花抗病品种。 

## 面臨情況
艷紅鹿子百合目前瀕臨絕種，生長地帶很小，可繁殖地點也很少，生長區域和可順利長大之數量正在不斷減少。

## 外部链接

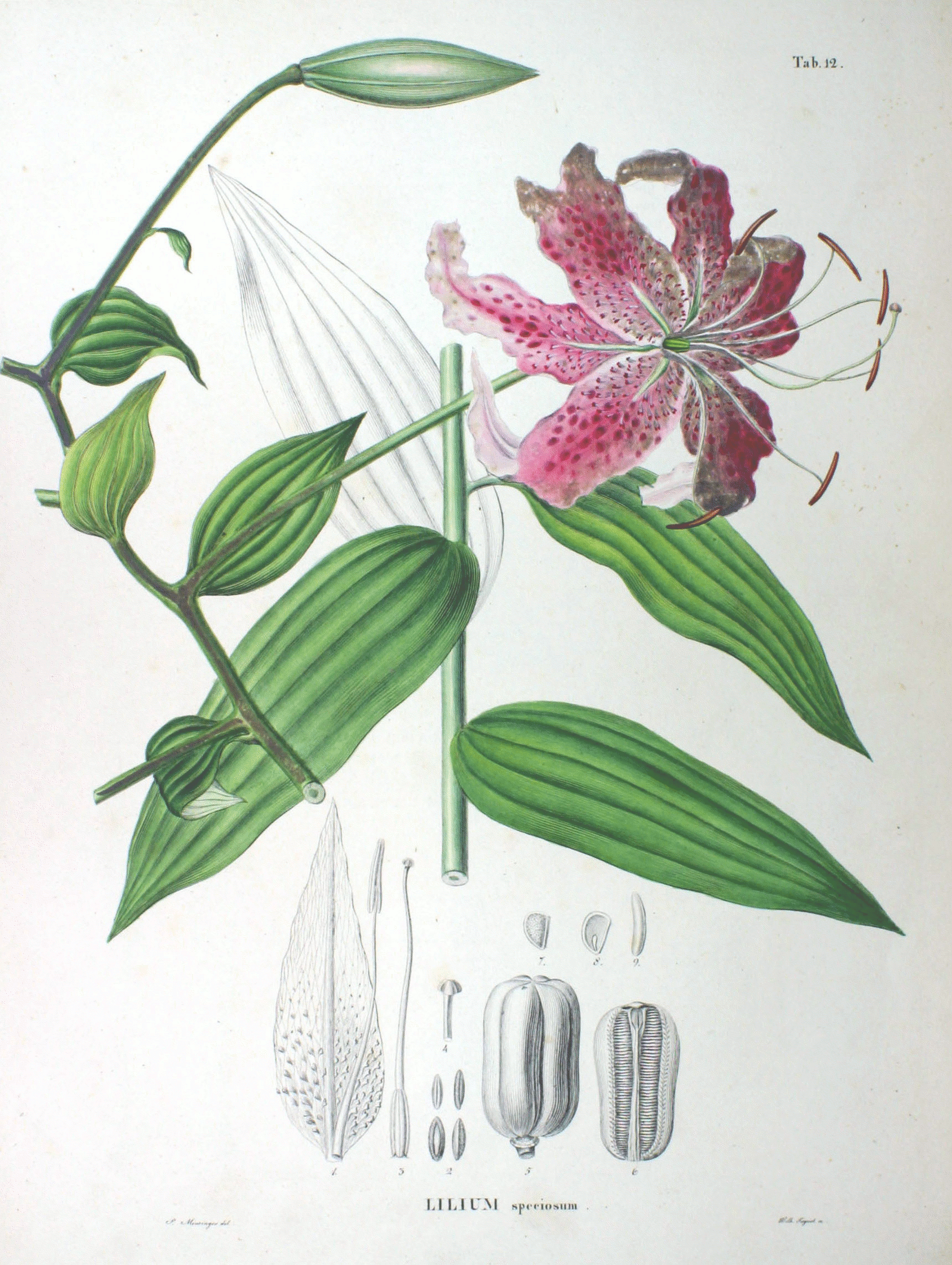
出自《Flora Japonica》 作者：Philipp Franz von Siebold和Joseph Gerhard Zuccarini